# Bangli (Tabanan)
Bangli is een bestuurslaag in het regentschap Tabanan van de provincie Bali, Indonesië. Bangli telt 4047 inwoners (volkstelling 2010).